# M/S Stena Jutlandica
M/S Stena Jutlandica er en svensk indregistreret færge, bygget i Holland i 1996 og ejet af Stena Line. Den er i rutefart mellem Frederikshavn og Göteborg. Færgen har en længde på 184 meter, en bredde på 28 meter og en dybgang på seks meter. Dens motor har 35.238 hestekræfter. Færgens kapacitet er på 1.500 passagerer og 550 biler.
Færgen kolliderede klokken halv tre natten til 19. juli 2015 med et tankskib i skærgården en times sejlads fra Göteborg. Der kom et hul i skroget, men ingen personer kom til skade. Færgen blev efterfølgende repareret i Odense og sejlede sin første tur efter kollisionen 7. august fra Göteborg.